# تعقيف
التَعقِيف أو كروشيه هو الحياكة أو لف الخيط بالإبر الصغيرة، وهي عبارة عن إبرة خاصة لها شكل معقوف نسميها عادة بالسنارة. والنسيج المحبوك بالتعقيف يسمى المُعَقَّف. والخيوط المستخدمة متعددة، وتتنوع الخامات المستخدمة من القطن، إلى الصوف والحرير وغيرها. هذا بالطبع بخلاف الخامات الصناعية. تستخدم هذه التقنية في صناعة المفارش والأغطية والملابس والمكملات المنزلية التي لا حصر لها.

## تاريخ
إن التعقيف هو عملية يتم فيها تكوين نسيج من الغزل أو الخيط باستخدام إبرة تُسمى إبرة التعقيف. واشتُقت كلمة كروشيه من الكلمة الفرنسية croc أوcroche - التي استُخدمت في الفترة التاريخية الانتقالية من 1340-1611 التي أصبحت فيها اللغة الفرنسية هي اللغة الرسمية للمملكة الفرنسية بدلاً من اللغة اللاتينية - والتي تعني صنَّارة أو خُطاف أو كُلاَّب. وتتشابه طريقة شغل التعقيف مع طريقة شَغل الحياكة، فهي تتكون من سحب حلقات الغزل خلال حلقاتٍ أخرى. ولكن يختلف التعقيف عن الحياكة بأنه لا يكون هناك إلا حلقة واحدة نشطة في كل مرة (والاستثناء الوحيد يكون في التعقيف التونسي)، كما أنه يتم استخدام إبرة تعقيف بدلاً من إبرتي الحياكة.

## منشأ التعقيف
يفترض البعض أن التعقيف قد نشأ عن مُمارساتٍ تقليدية تمت مزاولتها في شبه الجزيرة العربية، أو جنوب أفريقيا، أو الصين، إلا أنه ليس هناك دليلاً دامغًا يؤكد أن هذه الحرفة تمت مزاولتها قبل اكتسابها لشعبيتها في أوروبا أثناء القرن التاسع عشر.
وتُشير أقدم المراجع المكتوبة عن التعقيف إلى «حياكة الراعي» من «ذكريات سيدة نجدية» التي كتبتها إليزابيث جرانت عام 1824. وظهر أول باترون تعقيف تم نشره في مجلة Pénélopé الألمانية عام 1824. وهناك مؤشرات أخرى تُشير إلى أن التعقيف كان حرفة حديثة في القرن التاسع عشر من ضمنها منشور «هدية الشتاء» الذي نُشر عام 1847، والذي قدم تعليماتٍ مفصلة عن طريقة تنفيذ غرز التعقيف ضمن التعليمات التي احتوى عليها بالرغم من أنه افترض مسبقًا أن القراء يفهمون أساسيات حِرَف شغل الإبرة الأخرى. وتُشير الإشارات القديمة في «مجلة جودي: كتاب اللايدي» «ـGodey's Lady's Book» في عامي 1846 و1847 إلى حرفة التعقيف باستخدام الاسم القديم قبل تعديل طريقة هجائه في عام 1848. ويتكهن البعض بأن التعقيف كان في حقيقة الأمر مستخدمًا في أوائل الحضارات، إلا أن إصبع السبابة كان يُستخدم محنيًا بدلاً من الإبرة المستحدثة؛ لذا لم تُخلَّف أدوات لتشهد على هذه الممارسة. ويُشير هؤلاء الكتاب إلى «بساطة» الأسلوب ويزعمون أنه «حتمًا كان أسلوبًا مستخدمًا قديمًا».
ويوضح كتَّاب أخرون أن المنسوجات المُحاكة أو المعقودة أو المنسوجة التي يعود تاريخها إلى الفترات الزمنية القديمة قد نجحت في البقاء حتى الآن، إلا أنه لم تنج عينات من أنسجة التعقيف في أيًَّا من المجموعات الأثنولوجية أو في المصادر الأثرية قبل عام 1800. ويُشير هؤلاء الكتَّاب إلى إبر الطامبور التي كانت مستخدمة في تطريز الطامبور في فرنسا في القرن الثامن عشر، ويستطردون مجادلين أن شَغل الحلقات بالإبرة خلال نسيج رقيق في أعمال تطريز الطامبور قد تطور إلى «تعقيف في الهواء». فمعظم عينات الأشغال القديمة يُزعم أنها تعقيف قد تحول حقيققةً إلى عينات من الناليبندنج nålebinding. إلا أن «دونا كولر» تُحدد مشكلةً في افتراضية الطامبور وهى: أن إبر الطامبور التي بقت من تلك الفترة ضمن الجموعات الحديثة لا يمكنها تنفيذ أعمال التعقيف لأن الصمولة المجنحة المتكاملة اللازمة لشغل الطامبور تتعارض مع محاولات عمل التعقيف. وتقترح كولر أن الحركة الصناعية المبكرة تُعد أمرًا أساسيًا لتطور التعقيف. حيث أصبح خيط القطن المغزول آليًا متوافر على نطاقٍ واسع بأسعار رخيصة في أوروبا وأمريكا الشمالية؛ وذلك بعد اختراع مِحلج القطن ودولاب الغزل متعددة الملفات، ليحل محل الكتان يدوي الغزل في العديد من الاستخدامات. فأسلوب التعقيف يستهلك خيوط أكثر من الطرق الأخرى المستخدمة في إنتاج النسيج، ويُعد القطن مناسبًا جدًا لعمل التعقيف.
بدأ استخدام التعقيف- في بداية القرن التاسع عشر في بريطانيا وأمريكا وفرنسا- كبديلاً أقل تكلفة لأشكال أخرى من الدانتيل. حيث كان سعر خيط القطن المُصَنَّع يتناقص، وحتى إذا كان دانتيل التعقيف يستهلك خيطًا أكثر من دانتيل البكرة المنسوج، فإن دانتيل التعقيف كان أسرع وأيسر في تعلمه. ويُعتَقَد أن بعض مُصنّعي الدانتيل كانوا يدفعون مبالغ زهيدة مما جعل عاملاتهم يلجأن إلى البغاء.
وخلال المجاعة الآيرلندية الكبرى (في الفترة من 1845 إلى 1849)، قامت الراهبات الأورسيلينيات بتعليم الأطفال والنساء المحليات شغل التعقيف. ولقد شُحنت مصنوعات التعقيف إلى جميع أنحاء أوروبا وأمريكا وأقبل الناس على شرائها لجمالها وكذلك من أجل المساعدة الخيرية التي قدمتها للسكان الآيرلنديين.[بحاجة لمصدر]
ولقد تنوعت الإبر فتراوحت بين الإبر البدائية المُنحنية ذات المقبض الفخاري- التي كان يستخدمها عمال الدانتيل الآيرلنديين الفقراء- والإبر الفضية المصنوعة ببراعة، والإبر النحاسية، والإبر الفولاذية، والإبر العاجية، والإبر العظمية المصنوعة جميعها بمجموعة متنوعة من المقابض، والتي أُحسِنَ تصميم بعضها ليُظهر أن يدي السيدة أرقى من أن تشغل بالخيط. وبحلول أوائل الأربعينات، نُشرت تعليمات موضحة لطريقة تنفيذ أعمال التعقيف في إنجلترا، حيث قامت «إلينور رييغو دي لا برانكاردياريه» و«فرانسيس لامبرت» بالتحديد بنشر تلك التعليمات. وقد دعت هذه الباترونات المبكرة لاستخدام الخيط المصنوع من القطن والكتان لعمل الدانتيل، والغزل الصوفي لتصنيع الملابس، في كثير من الأحيان باستخدام توليفاتٍ من الألوان الزاهية.

## بداية تاريخ فن التعقيف
أصبح فن التعقيف صناعة منزلية مزدهرة في جميع أنحاء العالم، وخاصةً في آيرلندا وشمال فرنسا، من شأنها تدعيم المجتمعات التي تضررت فيها وسائل كسب الرزق بسبب الحروب، والتغيرات في زراعة الأراضي، واستغلال الأرض، والعجز في المحاصيل الزراعية. حيث كانت النسوة، وأحيانًا حتي الأطفال، يمكثن في المنزل ويقومن بشغل قطع من التعقيف مثل الملابس والبطانيات لكسب المال. وكانت القطع تامة الصنع تُشترى من قِبَل الطبقة المتوسطة الناشئة. إن تقديم التعقيف كتقليدًا للرمز الدال على المكانة الاجتماعية، وليس كحرفة فريدة في حد ذاتها، قد وصم هذا الفن بالوضاعة والابتذال. فأولائك الذين كان باستطاعتهم شراء الدانتيل المصنوع بطرق أقدم وأغلى ثمنًا كانوا يزدرون أعمال التعقيف وينظرون إليها على أنها نسخ مقلدة زهيدة الثمن. إلا أن الملكة فيكتوريا قد خففت من حدة هذا الانطباع بشرائها العلني للدانتيل المصنوع بالتعقيف الآيرلندي بل وبتعلمها أيضًا كيفية تنفيذ قطع التعقيف بنفسها. ولقد حظى التعقيف الآيرلندي بالمزيد من الرواج بفضل الانسة «رييغو دي لا برانكاردياريه» Mlle. Riego de la Branchardiere في عام 1842 التي نشرت باترونات لدانتيل المكوك ودانتيل الإبرة وتعليمات استنساخهما بطريقة التعقيف، بالإضافة إلى نشرها للعديد من الكتب التي تتناول صنع ملابس التعقيف باستخدام خيوط الصوف. ولقد اتسمت الباترونات التي توافرت في أوائل أربعينات القرن التاسع عشر بالتنوع والتعقيد.

## التطبيق الحديث
لقد تغيرت موضات التعقيف بنهاية العصر الفيكتوري في التسعينات من القرن التاسع عشر. حيث أصبحت أعمال دانتيل التعقيف في عصر الملك إدوارد، الذي بلغ ذروته في الفترة ما بين عامي 1910 و1920، أكثر إتقانًا من حيث النسيج وأكثر تعقيدًا من حيث التطريز.
واختفت الألوان الفيكتورية الصارخة ودعت الكتب الحديثة لاستخدام الخيوط البيضاء أو ذات الألوان الشاحبة، باستثناء أكياس النقود المنقوشة والتي كانت تُشغل غالبًا بالحرير ذو الألوان الزاهية وتطرز تطريزًا مُتقنًا بالخرز. وبعد الحرب العالمية الأولى، نُشر عدد قليل جدًا من باترونات التعقيف، وكان معظمها عبارة عن نسخ مُبسطة من باترونات أوائل القرن العشرين. وبعد الحرب العالمية الثانية، من أواخر الأربعينات حتى أوائل الستينات، حدث إحياء للاهتمام بالحرف المنزلية، خاصةً في الولايات المتحدة الأمريكية، حيث نُشرت العديد من تصميمات التعقيف الخيالية الجديدة الخاصة بمناديل المنضدة وماسكات القِدَر الساخنة والمفروشات المنزلية الأخرى، بالإضافة إلى التجديدات التي اُدخلت على المطبوعات السابقة. وقد تطلبت هذه الباترونات استخدام خيوط وغزول أغلظ من تلك التي استُخدمت في الباترونات الأقدم، كما أنها احتوت على ألوان رائعة ومتنوعة. ولقد ظلت هذه الصناعة في المقام الأول حرفة ربة المنزل حتى أواخر الستينات من القرن العشرين وأوائل السبعينات منه، حين التقط الجيل الجديد فكرة التعقيف وروج لفكرة قِطع مربعات الجدة، وهى عبارة عن شكل متكرر يُشغل في شكل دوائر ويمزج بين ألوان زاهية.
وبالرغم من أن فن التعقيف قد أفل نجم شعبيته، إلا أن أوائل القرن الحادي والعشرين شهدت انتعاش في الاهتمام بالحرف اليدوية والحرف القائمة على فكرة «اصنع منتجك بنفسك»، فضلاً عن تحقيق خُطى كبيرة في مجال تحسين جودة وأصناف الغزل. ويوجد العديد والمزيد من الكتب الجديدة التي تحتوي على باترونات حديثة قيد الطباعة، كما أن معظم محلات الغزل تقدم دروس تعليم التعقيف بالإضافة إلى دروس الحياكة التقليدية. ويُعد كلاً من تعقيف الشريحة، والتعقيف التونسي، وتعقيف عصا المكنسة، ودانتيل دبوس الشعر، وتعقيف الإبرة ثنائية السنارة، والتعقيف الآيرلندي أشكالاً متنوعة مشتقة من الطريقة الأساسية لتنفيذ التعقيف.
إن باترونات التعقيف لها تركيبة رياضية أساسية تستخدم لتوضيح أشكال الهندسة اللا إقليدية التي يصعب استنساخها باستخدام وسائل أخرى أو التي يصعب فهمها عند رؤيتها بشكل ثنائي الأبعاد.

## طريقة التنفيذ
يبدأ نسيج التعقيف بعمل حلقة بعقدة منزلقة حول صنارة الإبرة، ثم سحب حلقة أخرى من خلال الحلقة الأولى، ثم تكرار هذه العملية لتنفيذ سلسلة من الغرز بطول مناسب. وإمَّا أن تُقلب السلسلة وتُنفذ في شكل صفوف، وإمَّا أن يتم وصلها ببداية الصف بغرزة منزلقة وتُنفذ في شكل دوائر. ويمكن أيضًا تنفيذ الدوائر عن طريق شَغل العديد من الغرز داخل حلقة واحدة.
وتُنفذ الغرز بسحب حلقة أو أكثر خلال كل حلقة من حلقات السلسلة. وفي أي مرة من مرات تنفيذ الغرزة، ستنبقى حلقة واحدة فقط في سنارة الإبرة عند انتهاء الغرزة. ولكن في حالة التعقيف التونسي، تُجذب كل حلقات الصف بأكمله بإبرة ذات صنارة طويلة قبل شغلهم كلاً على حدى.

## الأدوات
تتوافر إبر التعقيف بالعديد من المقاسات.
تتراوح مقاسات إبرة التعقيف المصنوعة من الصلب من 3.5 إلى 0.4 مليمترًا من حيث حجم الإبرة، أو تتراوح بين 00 و16 بنظام القياس الأمريكي. وتستخدم هذه الإبر في تنفيذ أشغال التعقيف الدقيقة.
وتتروافر إبر التعقيف المصنوعة من الألومنيوم أو البلاستيك بمقاسات تتراوح بين 2.5 إلى 19 مليمترًا من حيث حجم الإبرة، أو تتوافر بمقاسات من B إلى S بنظام القياس الأمريكي.
وهناك أيضًا العديد من الإبر التي يقوم بصناعتها الحرفيين المهرة، معظمها ذات مقبض مصنوع من الخشب المطوع، وفي بعض الأحيان تكون مرصعة بالأحجار شبه الكريمة أو مزينة بالخرز.
وبالنسبة للإبر المستخدمة في التعقيف التونسي، فهى عبارة عن إبر مستطالة ولها سدادة في نهاية عمودها، أمَّا إبر التعقيف ثنائية الخُطاف فلها صنارة أو خطاف في كلا طرفي عمودها. ويوجد أيضًا أداة ثنائية الخطاف تُسمى كروهوك Cro-hook، أصبحت رائجة في الأسواق وشائعة الاستخدام.

## الرموز والمصطلحات الدولية المستخدمة في مجال المعقفات
تحظى غرز التعقيف الأساسية بأسماء مختلفة داخل العالم المتعامل مع مجال التعقيف باللغة بالإنجليزية. وعادةً ما يُشار إلى الاختلافات برمزين: الرمز Us ليُشير إلى المصطلح المستخدم في الولايات المتحدة، والرمز UK ليُشير إلى المصطلح المستخدم في المملكة المتحدة.
أمثلة على هذه الاختلافات واختصاراتها المعتادة:
الرمز (DC) المستخدم في المملكة المتحدة بمعنى تعقيف مزدوج= الرمز (SC) المستخدم في الولايات المتحدة بمعنى تعقيف مُفرَد.
•	الرمز (TR) المستخدم في المملكة المتحدة بمعنى تعقيف ثلاثي = الرمز (DC) المستخدم في الولايات المتحدة بمعنى تعقيف مُزدوج.
وهكذا.
ولقد دخل نظام الرسم التوضيحي المُستَخدِم لنظام الترميز الدولي الموحد حيز الاستخدام؛ وذلك للمساعدة في إزالة اللبس الذي يتم مواجهته أثناء قراءة الباترونات.
ويوجد فرق اصطلاحي أخر بين مصطلحين يُعرف أحدهما بالشد (وهو المصطلح المستخدم في المملكة المتحدة) ويُعرف الأخر بالمقياس (وهو اللفظ المستخدم في الولايات المتحدة). فالأفراد المنفذون لأشغال التعقيف يشغلون الغزل بعقد ضيقة أو مرتخية، وإذا لم يتم قياسها، فستؤدي هذه الاختلافات إلى تغيرات كبيرة في مقاسات وأحجام قطع الملابس الناتجة والتي بالرغم من ذلك قد تحتوي على نفس عدد الغرز. وللسيطرة على هذا التضارب، تضمنت تعليمات التعقيف المطبوعة معيارًا لعدد الغرز المستخدمة في القطعة أو عينة النسيج القياسية. حيث يبدأ الشخص المنفذ لأشغال التعقيف بإنتاج قطعة نسيج اختيارية ثم يقوم بالتعويض عن أي اختلافات عن طريق التغيير إلى إبرة أصغر أو أكبر في المقاس. ويطلق قاطني أمريكا الشمالية على هذا مصطلح «المقياس»، للإشارة إلى النتيجة النهائية لهذه التعديلات: أمَّا منفذوا التعقيف البريطانيون فيستخدمون مصطلح «الشد»، للإشارة إلى قبضة الحرفي على الغزل أثناء تنفيذ الغرز.
*بعض رموز الغرز الأساسية:
غرزة السلسلة يرمز لها بـ (الدائرة المفتوحه أي غير مظللة أو بالشكل البضاوي).
غرزة المنزلقة يرمز لها بـ (الدائرة المغلقة أي المظللة أو بالشكل البيضاوي).
غرزة الحشو يرمز لها بـ (حرف اكس باللغة الإنجليزية).
غرزة عمود بولفة يرمز لها بـ (حرف الـ تي باللغة الإنجليزية ويكون في وسطه شرطه).
غرزة النصف عمود يرمز لها بـ (حرف الـ تي باللغة الإنجليزية ولايكون في وسطه شرطه).

## الفروق بين التعقيف والتريكو
إن إحدى الفروق الأكثر وضوحًا بين التعقيف والتريكو هي أن التعقيف يستخدم إبرة واحدة بينما تستخدم معظم أشغال التريكو إبرتين. وذلك لأن في التعقيف يكون لدى الحرفي غرزة واحدة فقط نشطة على الإبرة، بينما شاغل التريكو يحتفظ بصف كامل من الغرز نشط في نفس الوقت. لذا نادرًا ما تتعارض الغرز المُسقطة، التي من شأنها أن تجعل النسيج ينحل، مع شغل التعقيف. وهذا يُعزى سببه أيضًا إلى اختلاف تركيبي، ربما يكون أقل وضوحًا، بين التريكو والتعقيف. ففي التريكو تُدعَم كل غرزة بغرزة ممثالة في الصف العلوي الذي يسبقها وهى نفسها تقوم بتدعيم الغرزة المماثلة لها في الصف السفلي الذي يليها. أمَّا في حالة التعقيف، فكل غرزة تُدَعَّم وتُدَعِم فقط الغرز الموجودة على كلا جانبيها. فإذا فلتت غرزة في قطعة النسيج النهائي، تظل الغرز التي تعلوها والغرز الأسفل منها سليمة. وبفضل العقد المركب لكل غرزة، فإن احتمال ارتخاء الغرز الموجودة على كلا الجانبين يكون غير وارد إلا إذا تعرضت لضغط شديد.
و بالرغم من قوة وثبات النسيج الناتج عن التعقيف، إلا أنه يحرمه من مرونة النسيج الناتج عن التريكو. تلك المرونة المطلوبة في الأردية والملابس. لذا، يكثر استعمال التعقيف في الأغطية والمفارش، بينما يستعمل التريكو أكثر في حياكة الملابس.
إن الباترونات الدائرية والإسطوانية الشكل هي باترونات سهلة التنفيذ بإبرة تعقيف عادية، بينما تتطلب أشغال التريكو الإسطوانية مجموعة من الإبر المستديرة أو أربعة أو خمسة إبر خاصة مزدوجة الجوانب. ويمكن أن يخلق شكل التعقيف الحر أشكالاً شيقة بعدة أبعاد؛ وذلك لأن الغرز الجديدة يمكن شغلها بمعزل عن الغرز السابقة في أي مكان تقريبًا في قطعة التعقيف.
ويمكن تنفيذ التريكو بالماكينات، بينما لا يمكن شغل غرز التعقيف إلا باليد. وبالرغم من أن بعض أشكال التعقيف يمكنها مضاهاة مظهر التريكو، إلا أن أشكال التعقيف المتميزة مثل قطعة مربع الجدة لا يمكن محاكاتها بالطرق الأخرى.
إن التعقيف أكثر ملائمةً من التريكو لوصل قطع النسيج وقد يستخدم التعقيف في إنهاء حياكة قطع السترات الصوفية المصنوعة من التريكو. ويمكن استخدام التعقيف لإضافة حواف أو تزينات سطحية لكلاً من أنسجة التريكو والتعقيف. ويستخدم نسيج التعقيف مقدار غزل أكثر من الذي يستخدمه نسيج التريكو بمقدار الثُلث.

## معرض صور

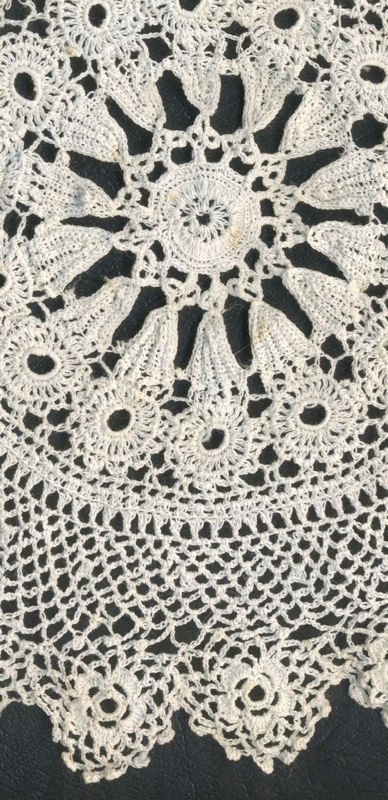
صورة توضح تفاصيل شرشف الطاولة السويدي المحاك بطريقة التعقيف.
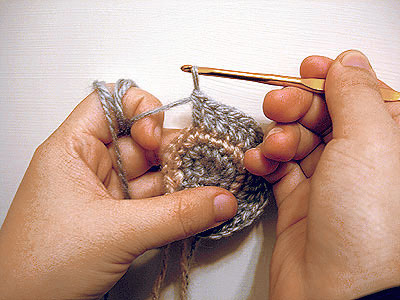
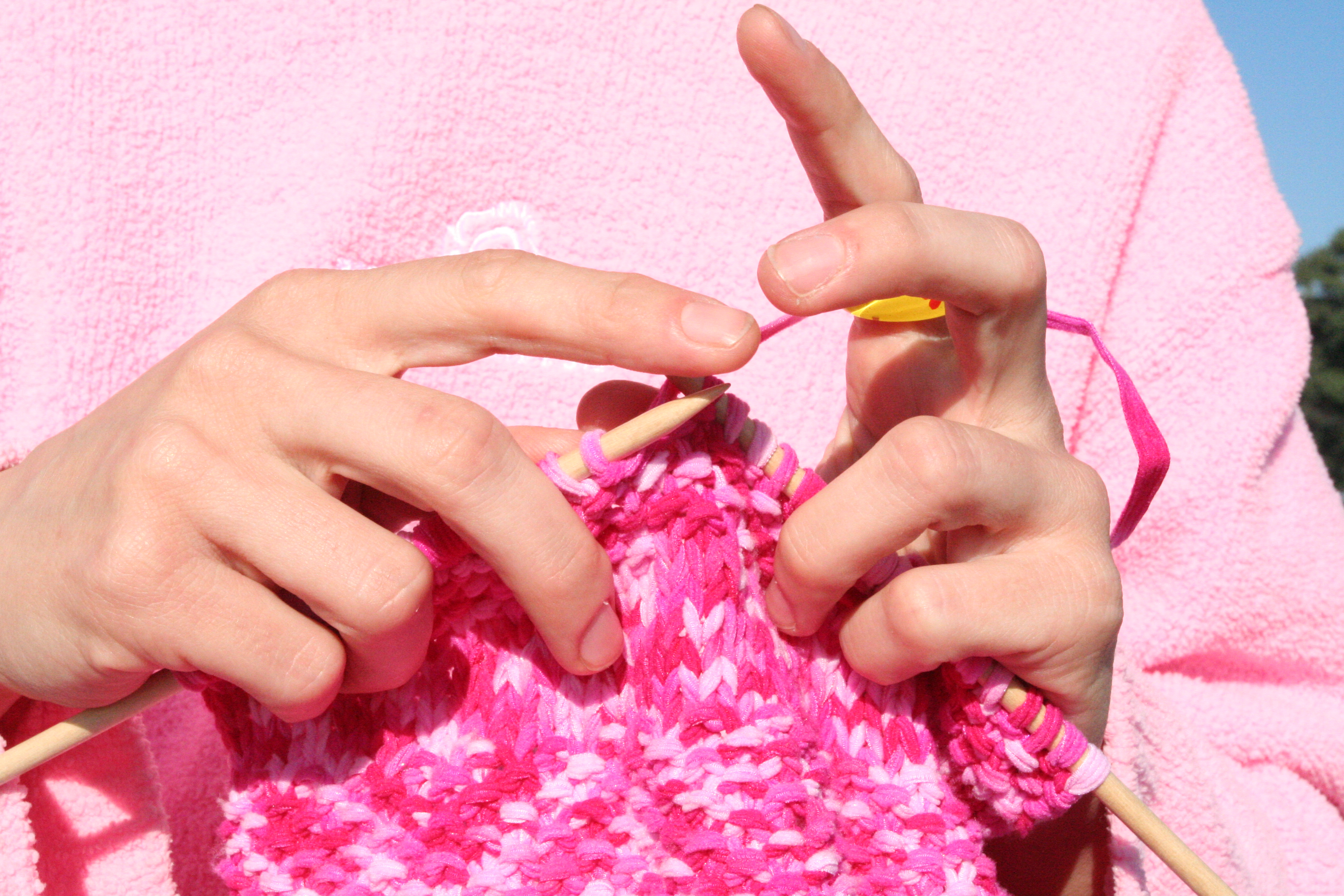
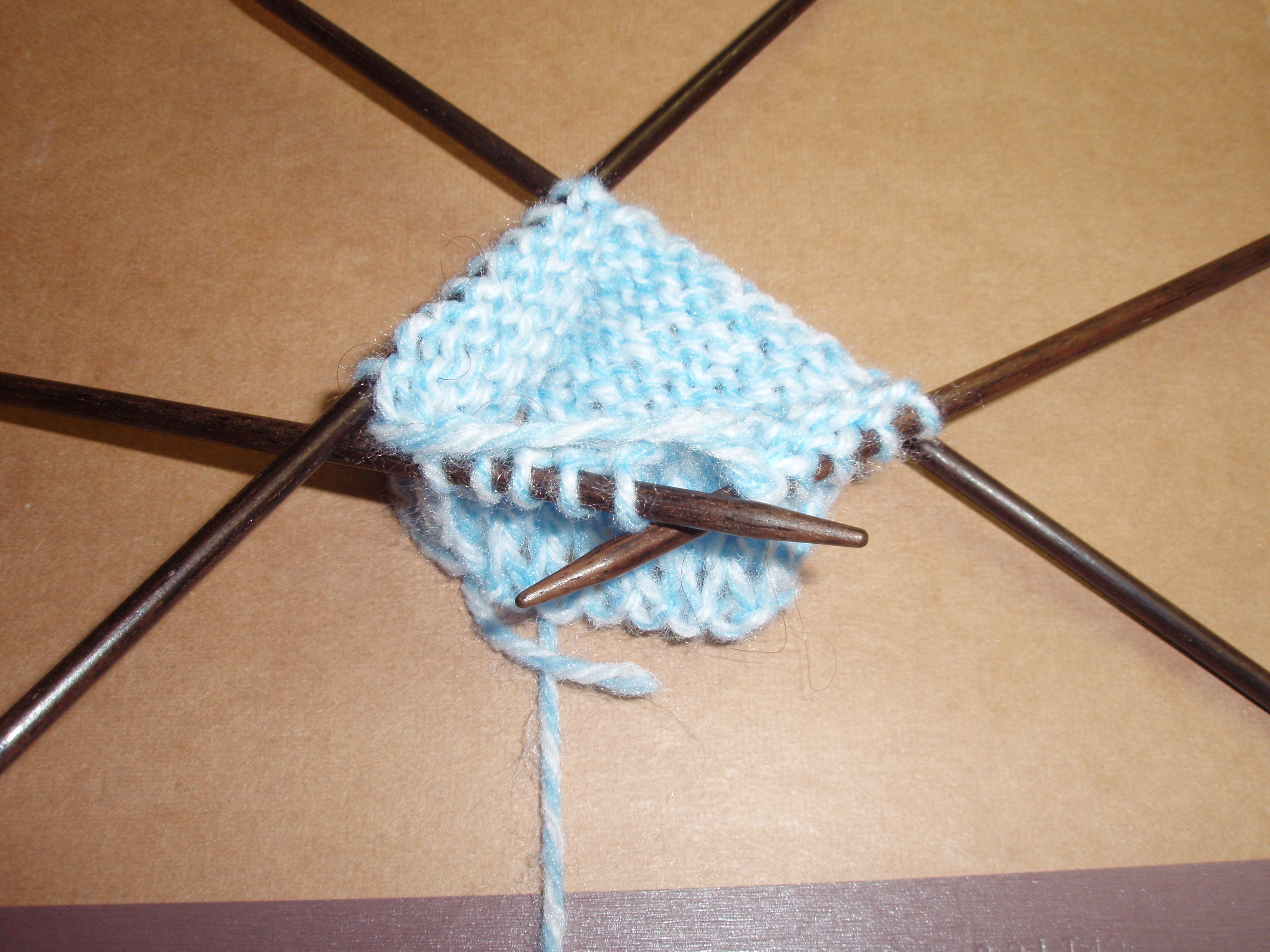

## وصلات خارجية
جلوز للتعقيف
فيديوهات تعليمية للتعقيف Crochet http://www.ibn.live/browse-Crochet-videos-1-date.html